# Coppa Bernocchi 1919
La Coppa Bernocchi 1919, prima edizione della corsa, si svolse il 6 settembre 1919 su un percorso di 130 km. La vittoria fu appannaggio dell'italiano Ruggero Ferrario, precedendo i connazionali Ugo Bianchi e Primo Magnani. L'arrivo e la partenza della gara furono a Legnano.

## Ordine d'arrivo (Top 10)
| Pos. | Corridore        | Squadra | Tempo |
| ---- | ---------------- | ------- | ----- |
| 1    | Ruggero Ferrario | -       | N.D.  |
| 2    | Ugo Bianchi      | -       | N.D.  |
| 3    | Primo Magnani    | -       | N.D.  |
| 4    | N.D.             | -       | N.D.  |
| 5    | N.D.             | -       | N.D.  |
| 6    | N.D.             | -       | N.D.  |
| 7    | N.D.             | -       | N.D.  |
| 8    | N.D.             | -       | N.D.  |
| 9    | N.D.             | -       | N.D.  |
| 10   | N.D.             | -       | N.D.  |